# 有田義資

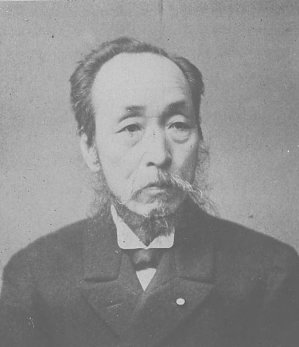
有田義資

有田 義資（ありた よしすけ、1854年1月24日（嘉永6年12月26日） - 1940年（昭和15年）8月12日）は、幕末の佐賀藩士、明治・大正期の内務官僚、政治家。県知事、津市長、錦鶏間祗候。

## 経歴
佐賀藩士・有田伝蔵の長男として佐賀城下水の江に生まれる。藩校・弘道館で学ぶ。戊辰戦争に従軍し、会津戦争に小隊副指令（嚮導）として参加。
1875年（明治8年）1月、内務省に入り地理寮雇となる。以後、栃木県師範学校副幹事、栃木県八等警部、島根県警部、福島県警部、青森県属・庶務課長、同県警部、青森県警部長、埼玉県警部長、福岡県警部長、山口県警部長、島根県・大分県・岡山県の各書記官などを歴任。
1900年（明治33年）4月、徳島県知事に登用された。以後、福島県知事・群馬県知事・三重県知事を歴任した。1911年（明治44年）9月、三重県知事を辞して退官した。1916年（大正5年）2月9日、錦鶏間祗候となる。同年10月14日、津市長に就任した。墓所は多磨霊園。

## 栄典
位階
- 1898年（明治31年）4月16日 - 従五位[5]
- 1900年（明治33年）7月10日 - 正五位[6]
- 1905年（明治38年）7月31日 - 従四位[7]
- 1908年（明治41年）9月30日 - 正四位[8]

勲章等
- 1901年（明治34年）6月27日 - 勲四等瑞宝章[9]
- 1905年（明治38年）6月24日 - 勲三等瑞宝章[10]
- 1906年（明治39年）4月1日 - 旭日中綬章[11]

## 親族
- 五女 松村路久（松村菊勇海軍中将の妻）
- 六女 波多野あき子（波多野貞夫海軍中将の妻）
- 七女 中野千代子（中野邦一・内務官僚の妻）

## 伝記
- 中野邦一編、有田満寿著『有田義資翁』有田満寿、1943年。